# Плавание на летних Азиатских играх 1974
Соревнования по плаванию на летних Азиатских играх 1974 проходили во Дворце спорта Арьямехр с 2 по 7 сентября 1974 года.

## Общий медальный зачёт
| Место | Страна           | Золото | Серебро | Бронза | Всего |
| ----- | ---------------- | ------ | ------- | ------ | ----- |
| 1     | Япония           | 22     | 12      | 8      | 42    |
| 2     | Республика Корея | 2      | 1       | 0      | 3     |
| 3     | Израиль          | 1      | 0       | 1      | 2     |
| 4     | Китай            | 0      | 8       | 2      | 10    |
| 5     | Филиппины        | 0      | 2       | 9      | 11    |
| 6     | Сингапур         | 0      | 2       | 5      | 7     |
| Всего | Всего            | 25     | 25      | 25     | 75    |

## Медалисты

### Мужчины
| Дисциплина                             | Золото                   | Серебро                    | Бронза                      |
| -------------------------------------- | ------------------------ | -------------------------- | --------------------------- |
| 100 м вольным стилем                   | Дан Бреннер Израиль      | Линь Сэньлинь Китай        | Акира Иида Япония           |
| 200 м вольным стилем                   | Юкио Хориути Япония      | Чо О Юн Республика Корея   | Дан Бреннер Израиль         |
| 400 м вольным стилем                   | Чо О Юн Республика Корея | Сюдзи Оно Япония           | Канамэ Сакамото Япония      |
| 1500 м вольным стилем                  | Чо О Юн Республика Корея | Сюдзи Оно Япония           | Эдвин Борха Филиппины       |
| 100 м на спине                         | Тадаси Хонда Япония      | Джерардо Розарио Филиппины | Тосимицу Ямамото Япония     |
| 200 м на спине                         | Тадаси Хонда Япония      | Джерардо Розарио Филиппины | Тосимицу Ямамото Япония     |
| 100 м брассом                          | Нобутака Тагути Япония   | Лу Хуанькай Китай          | Кэнъити Уэда Япония         |
| 200 м брассом                          | Нобутака Тагути Япония   | Дин Юцай Китай             | Кэнъити Уэда Япония         |
| 100 м баттерфляем                      | Хидэаки Хара Япония      | Ло Чжаоин Китай            | Ясухиро Комадзаки Япония    |
| 200 м баттерфляем                      | Ясухиро Комадзаки Япония | Хидэаки Хара Япония        | Ло Чжаоин Китай             |
| 200 м комплексным плаванием            | Дзиро Сасаки Япония      | Цуёси Янагидатэ Япония     | Хайрулла Хаитулла Филиппины |
| 400 м комплексным плаванием            | Цуёси Янагидатэ Япония   | Дзиро Сасаки Япония        | Ло Чжаоин Китай             |
| Эстафета 4×100 м вольным стилем        | Япония                   | Китай                      | Филиппины                   |
| Эстафета 4×200 м вольным стилем        | Япония                   | Китай                      | Филиппины                   |
| Эстафета 4×100 м комплексным плаванием | Япония                   | Китай                      | Филиппины                   |

### Женщины
| Дисциплина                             | Золото                  | Серебро               | Бронза                |
| -------------------------------------- | ----------------------- | --------------------- | --------------------- |
| 100 м вольным стилем                   | Ёсими Нисигава Япония   | Мотоко Осава Япония   | Элайне Синг Сингапур  |
| 200 м вольным стилем                   | Ёсими Нисигава Япония   | Фусаэ Накамура Япония | Элайне Синг Сингапур  |
| 400 м вольным стилем                   | Фусаэ Накамура Япония   | Элайне Синг Сингапур  | Ацуко Сакай Япония    |
| 100 м на спине                         | Судзуко Мацумура Япония | Таэко Судо Япония     | Яо Су Мин Сингапур    |
| 100 м брассом                          | Тосико Харуока Япония   | Ёко Ямамото Япония    | Нэнси Деано Филиппины |
| 200 м брассом                          | Тосико Харуока Япония   | Ёко Ямамото Япония    | Нэнси Деано Филиппины |
| 100 м баттерфляем                      | Ясуэ Хацуда Япония      | Юкари Такэмото Япония | Тай Чин Джу Сингапур  |
| 200 м комплексным плаванием            | Ёсими Нисигава Япония   | Юкари Такэмото Япония | Нэнси Деано Филиппины |
| Эстафета 4×100 м вольным стилем        | Япония                  | Китай                 | Сингапур              |
| Эстафета 4×100 м комплексным плаванием | Япония                  | Сингапур              | Филиппины             |